# 杣
杣（そま）とは、古代から中世にかけて律令国家や貴族・寺社などのいわゆる権門勢家が、造都や建立など大規模な建設用材を必要とする事業に際して、その用材の伐採地として設置した山林のこと。後に一種の荘園として扱われるようになった。

## 概要
7世紀後期以後、都の造営や邸宅・寺院の建立などの大事業が相次ぎ、完成後も修理保全に大小の工事を要したため、木材などの大量の建設用材が求められたが、当時の交通条件では都のあった畿内もしくはその近隣の国々の山林から調達せねばならなかった。そのために特定の山林が杣として設置され、その杣から木材などの調達が行われるようになった。寺社の場合は国家や信者からの寄進や購入によって確保された山林に杣が設置された。
代表的な杣としては近江国栗太郡に置かれた藤原京造営用の田上杣、伊賀国名張郡に置かれた東大寺造営用に孝謙天皇が寄進した板蝿杣、丹波国桑田郡に置かれた平安京造営用の山国杣などが知られている。
現地には山作所・作所と呼ばれる出先機関が置かれ、杣司などの担当者が杣工・筏師・木守（木津に置かれた）などを率いて伐採から製材・輸送までを行った。
杣は山中の森林であるため、明確な境界線が定められておらず、伐採する木を求めて周辺へと広がっていく傾向があった。また、杣司以下の食料は本来は杣を保有する国家や権門が支給するものであったが、後には何らかの事情で支給が困難となったり、山林の減少や気象条件などの問題で伐採作業が行われなくなったりしたときには、杣工たちは伐採地の跡や山中の谷間、山林周辺の荒地に焼畑や耕作を行うようになった（もっとも、伊賀国の玉滝杣のように寄進された杣に元々付近の耕地が付属していた場合もある）。杣は山林であったために、その四至が不明確な場合も多く、杣工は自らの杣を守るべく、杣の四至を犯したとみなされた他所者からは彼らの持つ鎌や斧などの道具を取り上げた（この風習は近世まで一貫して山の慣習として行われた）。杣の所有者であった権門の中にはこうした耕地も杣工の生活に関わる部分であるとして杣の一部としてみなし、杣とその周辺を荘園として認めさせようとする動きが10世紀後期以後活発化した。その結果、12世紀には、修理職の諸司領となった山国杣（山国荘）などを含めて杣の多くが荘園化されることになるが、山林を主体とした荘園であったために、年貢としては材木や林産加工品が期待された。また、余剰の木材や林産加工品は都市において販売され、更に木材の伐採や搬出には多くの人力を必要としたため、領主側の容認のもとに元の杣工をはじめとする荘民の組織編成が進展し、惣村などの住民自治の母体となる場合もあった。